# Wenzel Hroznata von Guttenstein
Graf Wenzel Hroznata von Guttenstein (* 1663 in Pilsen; † 4. März 1716 in Prag) war kaiserlicher wirklicher Geheimer und Hofkriegsrat, Generalfeldzeugmeister, Kommandant von Prag und Kommandierender General im Königreich Böhmen.

## Herkunft
Er entstammt einem alten böhmischen Adelsgeschlecht Guttenstein. Seine Eltern waren der Graf Heinrich Friedrich von Guttenstein und dessen Ehefrau die Freiin Maria Barbara von Laimmingen. Sein Vater war k. u. k. Kämmerer und Kreishauptmann von Pilsen.

## Leben
Der Graf war bereits 1688 Rittmeister im Husarenregiment Nr. 9 (Graf Pálffy) sowie Generaladjutant. Im Jahr 1689 wechselte er zu Infanterie und erhielt eine Kompanie im Infanterieregiment Nr. 11 (Metternich). Während des 5. Türkenkrieges erhielt er 1689 vom Markgrafen Ludwig Wilhelm von Baden die durch Thököly belagerte Festung Novigrad zu erkunden. Im Jahr 1690 war er dann bereits Oberstleutnant im Infanterieregiment Nr. 11 (Metternich). Er kam mit 800 Mann nach Kronstadt war er August und September gegen Thököly verteidigte. Dafür erhielt er vom Markgrafen besonderes Lob.
Nach der Schlacht bei Szlankamen wurde er als Regimentskommandeur in das Infanterieregiment Nr. 23 (Baden) versetzt. Im Jahr 1691 nahm er mit dem Regiment noch an der Belagerung von Großwardein und 1693 an der Belagerung von Belgrad teil. 1694 kämpfte er bei der Verteidigung von Peterwardein, wo er verwundet wurde. Noch während der Kämpfe erhielt er am 25. September 1694 seine Beförderung zum Oberst, dazu wurde er Inhaber des Infanterieregiments Nr. 42.
Er kämpfte am  11. September 1697 in der Schlacht bei Zenta und erhielt für seinen Mut einen kaiserlichen Dankesbrief. Abschließend wurde er am 12. Oktober 1698 nach Kanizsa abkommandiert, um dort die Festung instand setzen zu lassen. Am 24. Februar 1700 wurde er dann zum Generalfeldwachtmeister befördert und nach Italien zur  Armee unter dem  Prinzen Eugen von Savoyen versetzt.
Während des Überganges der Armee über die Alpen im Jahre 1701 deckte er die rechte Flanke durch eine Besetzung des Monte Baldo. Anschließend kämpfte er am 1. September 1701 in der Schlacht bei Chiari am linken Flügel. Nach Beendigung des Feldzuges des Jahres sandte ihn Prinz Eugen nach Wien, um weitere Gelder einzufordern. Guttenstein musste aber am 14. Februar 1702 unverrichteter Dinge nach Italien zurückkehrte. Am 15. August 1702 kämpfte er in der Schlacht bei Luzzara. Dort kommandierte er eine Brigade am linken Flügel des Zentrums unter Feldzeugmeister Grafen Starhemberg. Im Jahr 1703 kämpfte er noch kurz in Italien, wurde aber dann nach Südtirol zum Feldzeugmeisters Grafen Heister versetzt.
Dort verteidigte er den Brennerpass (Sachsenklemme) gegen die französisch und bayrischen Invasionstruppen. Anschließend ging er in die Offensive gegen Innsbruck und zwang den bayrischen Kurfürsten Max Emanuel zum Rückzug aus Tirol. Am 27. Juli 1703 konnte er unter dem Jubel der Bevölkerung  in Innsbruck einmarschieren. Ende Oktober nahm er unter Feldzeugmeister Grafen Heister an der Belagerung von Kuffstein teil. Im Dezember wurde er nach der Abberufung Heisters zum Kommandanten in Tirol und im April 1704 zum Feldmarschall-Lieutenant ernannt.
Im Juli 1704 fiel er zusammen mit dem Feldmarschall-Lieutenant Thürheim in Bayern ein und verwüstete das Land. Infolgedessen erhob sich die ganze Bevölkerung sich gegen Österreich. Nach den Gefechten bei Hohenaschau und Marquartstein am 27. und 28. August, wo Guttenstein empfindliche Verluste erlitt, musste er sich nach Tirol zurückziehen. Anschließend hielt er eigenmächtig die für Italien bestimmten Verstärkungen zurück. Dafür wurde er vom Hofkriegsrat seiner Stellung enthoben und eine gerichtliche Untersuchung wurde angeordnet. Diese wurde im Dezember 1704 beendet. Durch Fürsprache des Prinzen Eugen wurde er in seine Stellung wieder eingesetzt. Im Juni 1705 erfolgte seine Ernennung zum Hofkriegsrat. Er kam wieder zur Armee nach Italien und nahm an der Schlacht bei Cassano teil. Dort kommandierte er das 2. Treffen und wurde für seine Bravour durch ein kaiserliches Dankschreiben ausgezeichnet.
Am 10. Juni 1706 erhielt er das Kommando von Prag. Er gab das Infanterieregiment Nr. 42 ab und erhielt das Tiroler Landregiment (1748 aufgelöst als O’Gilvy). In Böhmen begann er nun mit der Instandsetzung der Festungen von Prag, Pilsen, Eger, Glatz und Krumau.
Im Jahre 1708 erfolgte seine Ernennung zum Feldzeugmeister mit dem Rang vom 24. Mai 1705. Graf Guttenstein starb am 4. März 1716 in Prag. Dort wurde er bei den Dominikanern in der Prager Altstadt beigesetzt.

## Familie
Graf Guttenstein war zweimal verheiratet. Seine erste Frau war die Freiin Franziska Eleonora von Talmberg. Nach dem Tod seiner ersten Frau heiratete er die Gräfin Maria Anna Elisabetha von Oppersdorf. Er hinterließ eine Tochter und zwei Söhne:
- Anna Elisabeth (* 12. Dezember 1704; † 3. Dezember 1734) ⚭ Graf Johann Leopold von Verdugo († 20. April 1740)[3][4]
- Johann Joachim († 11. Februar 1747), Oberst im Regiment O’Gilvy und letzter Vertreter dieses Geschlechts
- Johann Franz Ferdinand, Malteser-Ritter († vor 1747)